# جورتلکو شیملیولوی
جورتلکو شیملیولوی (به لاتین: Giurtelecu Șimleului) یک روستا در رومانی است که در Măeriște واقع شده‌است.